# Politikåret 1854

## Händelser
- 30 maj - Kansasterritoriet.[1] och Nebraskaterritoriet[2] upprättas i USA
- 12 december - Peter Georg Bang efterträder Anders Sandøe Ørsted som Danmarks premiärminister.[3]

### Fotnoter
1. ↑  ”Kansas” (på engelska). World Statesmen. http://www.worldstatesmen.org/US_states_F-K.html#Kansas. Läst 29 juli 2015.
2. ↑  ”Nebraska” (på engelska). World Statesmen. http://www.worldstatesmen.org/US_states_N.html#Nebraska. Läst 29 juli 2015.
3. ↑  ”Denmark” (på engelska). World Statesmen. http://www.worldstatesmen.org/Denmark.html. Läst 29 juli 2015.